# Дэвис Бойз
Мальчики Дэвис (англ. Davies) (двойную фамилию Ллуэлин Дэвис (англ. Llewelyn Davies) семья использовала только для формальностей) — пять сыновей Артура (1863—1907) и Сильвии Ллуэлин Дэвис (1866—1910). Они послужили прототипами Питера Пэна и других детей в историях шотландского писателя Джеймса Мэтью Барри про Нетландию. Некоторые из главных героев книг Барри были названы в честь мальчиков.
После смерти родителей мальчиков Барри стал одним из их опекунов и поэтому всю оставшуюся жизнь все пять мальчиков были публично связаны как с Барри, так и с Питером Пеном. В Первой мировой войне три самых старших мальчика служили в британских вооруженных силах. Судьба братьев Дэвис сложилась печально: двое умерли в течение первых десятилетий XX века (один в бою, другой утонул), а третий совершил самоубийство, когда ему было 63 года. Их жизнь в период знакомства с Барри была экранизирована в двух драматических фильмах — «Потерянные мальчики» (1978) и «Волшебная страна» (2004).
Всего было пять мальчиков:
- Джордж (1893—1915)
- Джон «Джек» (1894—1959)
- Питер (1897—1960)
- Майкл (1900—1921)
- Николас «Нико» (1903—1980)

## Детство
Мальчики родились и выросли в лондонских районах Паддингтон и Ноттинг-хилл. Отец был адвокатом, мать была дочерью известного карикатуриста и писателя, и поэтому мальчики росли и получали воспитание в обстановке среднего соцкласса. В 1897 году Джордж, Джек и Питер, гуляя со своей няней — медсестрой Мэри Ходжсон — в Кенсингтонских садах, познакомились там с драматургом-романистом Джеймсом Барри. Сначала он развлекал их различными выходками вроде танца со своей собакой, двигания бровями или шевеления ушами, потом начал рассказывать различные истории, которыми окончательно завладел их вниманием, благодаря чему они скоро вместо «мистер Барри» стали обращаться к нему как «дядя Джим».
Барри познакомился с родителями мальчиков, и теперь мальчики могли общаться с ним у себя дома. Позже семья Дэвис совершала с Барри поездки в его загородный дом Блэк Лэйк, где Джордж, Джек и Питер, играя в островитян, сражающихся с пиратами, позировали ему для его фотокниги «Мальчики, потерпевшие кораблекрушение» (англ. The Boy Castaways). Игры в островитян с пиратами вдохновили Барри в 1901 году на написание короткой повести «The Little White Bird», где впервые появился персонаж Питер Пэн (названный в честь Питера Ллевелина Дэвиса). Затем в 1904 году Барри написал целую пьесу «Питер Пэн, или Мальчик, который не хотел расти» (англ. Peter Pan, or The Boy Who Wouldn't Grow Up), в которой братья Дэвис стали прототипами братьев Венди Дарлинг и Потерянных Мальчиков из Нетландии (в 1911 Барри написал на основе пьесы книгу «Питер и Венди»).
В 1904 году, когда состоялся дебют пьесы Барри, семья Дэвис переехала из Лондона в Эгертон Хаус в Брикхемстеде, Хартфордшир.

## Смерть родителей
Их отец умер в Эгертоне в 1907 году от саркомы, после чего мать перевезла их обратно в Лондон, а спустя три года Сильвия Дэвис заболела и умерла от рака. В течение её болезни Барри оказывал ей финансовую помощь и эмоциональную поддержку. После смерти Сильвии Барри стал попечителем и одним из опекунов мальчиков наряду с их бабушкой Эммой дю Морье, братом Сильвии Гаем и братом Артура Комптоном Ллевелином Дэвисом. Няня мальчиков Мэри Ходжсон продолжала заботиться о них, но в 1920-х, когда все мальчики уже вошли в подростковый возраст, получила отставку из-за многочисленных ссор с Барри и конфронтаций с женой Джека. Джеймс Барри, которого слава драматурга и романиста сделала очень богатым, финансировал их жизнь и образование до тех пор, пока все пять мальчиков не стали совершеннолетними.
Когда Великобритания вступила в Первую мировую войну, Джек уже служил в военно-морском флоте, а Джордж и Питер добровольно пошли офицерами в Британскую армию. После этого у мальчиков Дэвис началась полоса несчастий: в 1915 году Джордж был убит в бою, затем в 1921 году Майкл утонул в окрестностях Оксфорда вместе с близким другом (было подозрение, что у них были гомосексуальные отношения) и наконец в 1960 году Питер, которого всю жизнь преследовала слава, как «реального Питера Пена», из-за личных проблем совершил суицид в возрасте 63 лет. До преклонных лет в итоге дожили только Николас и Джек.

## Отношения с Барри
До смерти родителей дружба Барри с мальчиками была чистой, но после их смерти, когда Барри стал их опекуном, отношения между ним и братьями слегка изменились. Если Джордж, Майкл и Николас просто обожали Барри и были с ним очень близки, то у Питера, по неизвестным причинам, отношение к Барри было двояким, а Джек и вовсе, по неизвестным причинам, начал питать к Барри неприязнь с того момента, когда у их отца началась болезнь и Барри начал делать попытки стать для них вторым отцом.
Хотя во многих источниках не раз упоминалось, что отношения Барри с мальчиками могли носить отнюдь не невинный характер, между тем никаких доказательств или подозрений на то, что у него с ними была какая-либо сексуальная связь, нет и не было. Артур Дэвис, в отличие от жены, не поощрял дружбу мальчиков с Барри, но это было вызвано в основном его ревностью из-за того, что сам он не сумел стать для них таким близким человеком, как Барри. Николас Дэвис, будучи взрослым, отрицал любые, неподобающие для общения с ребёнком, поведения или какие-то нехорошие намерения Барри. Биографу Эндрю Биркину в 1978 году он написал: «Я не верю, что дядя Джим когда-либо испытывал к кому угодно — к мужчине, женщине или ребёнку, — то, что называется „побуждением в кустах“. Он был невинным — именно поэтому он смог написать „Питер Пэна“». Политический деятель британской Консервативной партии Роберт Буфби, который был близким другом Майкла Дэвиса в подростковом возрасте, давая аудиоинтервью в 1976 году, описал отношения Майкла с Барри, как «болезненные» и «нездоровые», но отнюдь не имеющие какой-либо сексуальный аспект.

## В кино
- Вся история знакомства семьи Дэвис с Джеймсом Барри хорошо воспроизведена в мини-сериале канала BBC «Потерянные мальчики» (англ. The Lost Boys) 1978 года, где роль Барри исполнил Иэн Холм.
- Вторым фильмом про семью стала «Волшебная страна» (англ. Finding Neverland), снятая в 2004 году, где роль Барри сыграл Джонни Депп.

Оба фильма заканчиваются на смерти Сильвии Дэвис.